# 施泰纳赫 (图林根州)
施泰纳赫（德語：Steinach，發音：[ˈʃtaɪnax] ⓘ）是德国图林根州松讷贝格县的城市，面积26.35平方千米，人口为人。